# Præsidentvalget i Frankrig 2007
Frankrigs præsidentvalg 2007 afholdtes 22. april og 6. maj 2007.

## Kandidater
|  | Kandidat til det franske præsidentvalg i 2007 ) | Partiet støtter kandidat            | Resultatet i første runde af 2007-præsidentvalget | Resultatet i anden runde af 2007-præsidentvalget |
|  | ----------------------------------------------- | ----------------------------------- | ------------------------------------------------- | ------------------------------------------------ |
|  | Nicolas Sarkozy                                 | Union pour un mouvement populaire   | 31,18%                                            | 53,06%                                           |
|  | Ségolène Royal                                  | Parti Socialiste                    | 25,87%                                            | 46,94%                                           |
|  | François Bayrou                                 | Union pour la démocratie française  | 18,57%                                            |                                                  |
|  | Jean-Marie Le Pen                               | Front National                      | 10,44 %                                           |                                                  |
|  | Olivier Besancenot                              | Ligue Communiste Révolutionnaire    | 4,08 %                                            |                                                  |
|  | Philippe de Villiers                            | Mouvement pour la France            | 2,23%                                             |                                                  |
|  | Marie-George Buffet                             | Parti communiste français           | 1,93 %                                            |                                                  |
|  | Dominique Voynet                                | Les Verts                           | 1,57 %                                            |                                                  |
|  | Arlette Laguiller                               | Lutte ouvrière                      | 1,33 %                                            |                                                  |
|  | José Bové                                       | Upolitisk                           | 1,32%                                             |                                                  |
|  | Frédéric Nihous                                 | Chasse, pêche, nature et traditions | 1,15 %                                            |                                                  |
|  | Gérard Schivardi                                | Parti des travailleurs              | 0,34 %                                            |                                                  |